# Дивизион
Дивизионът е тактическо подразделение от състава на Сухопътните войски и Военноморските сили.
В Сухопътни войски дивизионът е включен в състава на артилерията и ракетните войски. Организационно се състои от щаб и няколко батареи.
Във Военноморските сили дивизионът е организационна тактическа единица, състояща се от няколко еднотипни кораба.